# Aston (företag)
Aston är ett franskt företag inom digital television. Huvudkontoret ligger i stadsdelen Bagnolet i Paris, Frankrike. Företaget har varit verksamt i över 20 år och är kända för sina satellitmottagare. Bland andra använder Canal+ och TPS dessa mottagare.
Satellitmottagare
- Simba, den första i sitt slag med dubbla accesskort
- Wamba och Xena, de första att integrera programmens namn på frontpanelens display
- Aston, med fast start up-funktion
- Prixa, med digital terrestrial (DTT)[1]